# Arturo Rivera (periodista)
José Arturo Rivera García (Ciudad de México, 9 de agosto de 1954 - 9 de febrero de 2022) más conocido como Arturo "El Rudo" Rivera, fue un periodista y cronista deportivo mexicano, reconocido por su trabajo en el mundo de la lucha libre mexicana y el balonmano, hermano gemelo de Jordi Rivera

## Trayectoria
Nació en el barrio de Chimalistac, en Ciudad de México, pero desde niño vivió en Minatitlán. Desde 1983 se dedicó a la cobertura de eventos deportivos en México y formó parte del grupo de Televisa Deportes. El apodo de "El Rudo" proviene específicamente por los bandos de la lucha libre, rudos y técnicos.[cita requerida]

## Fallecimiento
El 3 de febrero de 2022 tuvo que ser hospitalizado por problemas de salud, y solicitó donación de sangre a través de las redes sociales. Murió el 9 de febrero de 2022, a la edad de 67 años.

## Campeonatos y logros
- Lucha Libre AAA Worldwide
  - Salón de la Fama AAA (2022)